# Teatre barroc profà
El teatre barroc profà és un tipus de teatre sorgit durant el Barroc.

## Història
La figura més representativa del teatre barroc en llengua catalana és Francesc Fontanella, un cas clar d'autor que vol incorporar a la seva obra els corrents dramàtics europeus, que coneix gràcies als seus viatges per França i Alemanya. El seu objectiu és renovar i actualitzar el teatre culte en català, partint de l'activitat joglaresca i el teatre humanístic en llatí. Practica un teatre profà, però amb un cert component religiós. Les seves dues obres teatrals més importants són Tragicomèdia pastoral d'Amor, firmesa i porfia, de 1640, i Lo desengany, escrita deu o onze anys més tard. Les dues van ser concebudes per ser representades en una casa particular de persones adinerades.
Un altre tipus de teatre que apareix a Barcelona durant la Guerra dels Segadors és el de propaganda bèl·lica. Quant a la forma, és més senzill, però és molt significatiu políticament i socialment. Els dos exemples més importants són: La famosa comedia de la entrada del Marqués de los Vélez en Cataluña, rota de las tropas castellanas y asalto de Montjuich i Entremés de los labradores y soldados castellanos con un baile al uso de Catalunya.
La famosa comèdia de la Gala està en son punt, escrita a Catalunya el 1630, és la primera comèdia burlesca de tot el territori peninsular. Es tracta d'una obra anònima en vers, dividida en tres actes. La comèdia burlesca és un subgènere dramàtic la finalitat del qual és provocar el riure mitjançant la paròdia o la imitació, degradant i desmitificant temes, personatges, valors i situacions típics de la comedia nueva. A través del disbarat, a més, es perd qualsevol estructura lògica que puguin tenir aquestes peces, més breus que les comèdies convencionals. Generalment es representen el dimarts de Carnestoltes o el dia de Sant Joan, quan, segons indica la tradició, és permès de dir i fer totes aquelles coses prohibides durant la resta de l'any.

## Obres
Les obres de teatre profà del segle XVI que conservem són un producte sorgit en l'ambient de la cort renaixentista de Germana de Foix i, per tant, són obres que imiten el teatre renaixentista italià. Reflecteixen l'estat de la llengua entre l'aristocràcia valenciana. La Vesita (1524/25) n'és un exemple. Els personatges fan servir tres llengües (català, castellà i portuguès) i mostra un retrat viu i detallat de la realitat cortesana de València.